# Balme du Larron
La balme du Larron est une montagne calcaire appartenant au massif des Alpilles (Bouches-du-Rhône) et s'étendant sur le territoire des communes d'Aureille, d'Eyguières et de Saint-Martin-de-Crau. Situé entre les montagnes du Gros Calan au nord et du Grand Brahis au sud, il culmine à 446 m à l'est et à 348 m à l'ouest, aux Civadières. Deux routes départementales le contournent : la D25 (Eyguières-Eygalières) au nord et la D25a (Eygalières-Aureille) par l'ouest.
En raison de l'incendie qui a ravagé le massif en 2003, des travaux de débroussaillage sont régulièrement menés, en particulier dans ce secteur, à titre préventif. Une citerne de 10 m3 y a été enterrée et des travaux d’enfouissement d’une canalisation réalisés.
Aujourd'hui, la balme du Larron est une des zones principales de pâturage dans les Alpilles.

## Climat
Le climat est de type méditerranéen, avec des étés secs et des saisons intermédiaires pluvieuses. Comme l'ensemble des zones situées à proximité du Rhône, la balme du Larron est sujette à un mistral conséquent. En revanche, le piémont sud est plus abrité des épisodes de gel, avec 40 jours par an. Le printemps y est parmi les plus précoces en Provence. On peut voir des amandiers en fleurs dès fin janvier.
À la différence des plaines, les sommets des Alpilles sont plus arrosés et le risque d'orage y est plus important.

### Le mistral
Le mistral y souffle violemment du nord ou du nord-ouest, particulièrement en hiver et au printemps. Les Alpilles dévient le vent, mais le vent souffle sur les sommets du sud, comme la Balme du Larron, pratiquement aussi fort que dans le nord de la chaîne. Le mistral souffle fortement 100 jours par an en moyenne et faiblement 83 jours, ce qui ne laisse que 182 jours sans vent par an.
On distingue deux types de mistral : le « mistral blanc », qui dégage le ciel en totalité et accentue la luminosité, et le « mistral noir », plus rare, qui est accompagné de pluie.

### Températures et précipitations
Le tableau ci-dessous indique les températures et les précipitations pour la période 1971-2000  :
| Mois                                                | J    | F    | M    | A    | M    | J    | J    | A    | S    | O    | N    | D    | année |
| --------------------------------------------------- | ---- | ---- | ---- | ---- | ---- | ---- | ---- | ---- | ---- | ---- | ---- | ---- | ----- |
| Températures maximales (°C)                         | 10,9 | 12,3 | 15,3 | 17,5 | 22,0 | 25,8 | 29,4 | 29,0 | 25,0 | 19,9 | 14,2 | 11,6 | 19,4  |
| Températures moyennes (°C)                          | 6,1  | 7,2  | 9,7  | 12,0 | 16,1 | 19,8 | 22,9 | 22,7 | 19,2 | 14,7 | 9,6  | 7,0  | 13,9  |
| Températures minimales (°C)                         | 1,2  | 2,0  | 4,0  | 6,4  | 10,1 | 13,7 | 16,4 | 16,3 | 13,3 | 9,5  | 4,9  | 2,4  | 8,4   |
| Précipitations (hauteur en mm)                      | 59   | 47   | 44   | 63   | 52   | 31   | 16   | 37   | 64   | 98   | 58   | 54   | 623,4 |
| Source: Météo France / Station de Salon-de-Provence |      |      |      |      |      |      |      |      |      |      |      |      |       |